# نور الدين سعيد ويسي
نور الدين سعيد ويسي أو نور الدين ويسي ولد في اربيل عام 1974 هو إعلامي ومحلل سياسي كردي، شغل مناصب في عدد من المؤسسات الإعلامية، ويعد من مؤسسي شبكة رووداو الإعلامية الكردية عام 2008، فضلاً عن قناة كردستان24 التلفزيونية عام 2015، قبل أن يصبح مدير المكتب الإعلامي لرئيس حكومة إقليم كردستان مسرور بارزاني

## حياته
وُلد نورالدين ويسي في كنف عائلة دينية معروفة في قرية کرتك الواقعة تحت سفح جبل حصاروست في منطقة جومان التي لا تبعد كثيراً عن الحدود الإيرانية، وهو أحد أحفاد العلامة الكردي الشهير محمد بن آدم البالكي. اضطرت عائلة ويسي إلى الهروب من مسقط رأسها بعد أن قمعت القوات العراقية الثورة الكردية عام 1975.
ظل ويسي وعائلته شأنه في ذلك شأن الآلاف من الأكراد الآخرين من كردستان العراق، أشهراً عديدة في إيران كلاجئين قبل أن يعودوا مجدداً إلى إقليم كردستان. وكانت قرية كرتك واحدة من بين القرى التي أحرقها النظام العراقي السابق، ضمن ممارسة سياسة الأرض المحروقة التي تم تنفيذها بالتوازي مع سياسة التغيير الديمغرافي (التعريب)، وتم تهجير ويسي وعائلته قسراً إلى جنوب العراق، ليعيش في مدينة الديوانية ومن ثم بعقوبة شمالاً لخمس سنوات.

## العودة
عاد ويسي إلى إقليم كردستان في ثمانينات القرن الماضي، ثم تخرج من مدرسة ثانوية ديانا في بلدة سوران، قبل حصوله على شهادة في الإدارة والاقتصاد من جامعة صلاح الدين في أربيل عام 1996.

## بداياته الثقافية والصحفية
بعد الثورة الكردية في آذار 1991 أسس نور الدين ويسي مع نخبة من المثقفين في ناحية ديانا التابعة لإدارة سوران في محافظة أربيل، مركزاً ثقافياً باسم جمعية ديانا الثقافية التي نظمت فعاليات وأنشطة ثقافية عديدة في ذلك الوقت.
في تموز 1991 عقد أول ندوة له عندما كان عمره لا يتعدى 17 عاماً، حول (كتاب كردستان والأكراد) للسياسي الكردي الراحل وزعيم الحزب الديمقراطي الكردستاني الإيراني عبد الرحمن قاسملو الذي اغتالته المخابرات الإيرانية مع اثنين من رفاقه في مدينة فينا عاصمة النمسا في 13 تموز 1989.
بدأ ويسي نشر مقالاته ونتاجاته في الصحف الكردستانية في بداية التسعينيات، ولا سيما في صحيفتي برايتي (التآخي) التابعة للحزب الديمقراطي الكردستاني، وكوردستاني نوي (كردستان الجديدة) التابعة للاتحاد الوطني الكردستاني.
أسس عام 1997 مع عدد من رفاقه مركز سوران الثقافي، وكان أحد أبرز المراكز الثقافية نشاطاً في أربيل وإقليم كردستان عامة، واُنتخب رئيساً للمركز في مؤتمره التأسيسي عام 1997 
في عام 1999 واصل عمله كاتباً صحافياً ومسؤولاً عن القسم الاقتصادي والاجتماعي في مؤسسة برايتي وخبات الإعلامية التابعة للحزب الديمقراطي الكردستاني في أربيل إلى أن غادر إقليم كردستان الى سوريا عام 2002.

## الهجرة إلى كندا
في عام 2002، سافر إلى سوريا قبل سقوط نظام صدام حسين في العراق. كان الوضع في كردستان العراق عرضة للتوغلات العسكرية، لا سيما من تركيا والتي كانت بدورها تحارب حزب العمال الكردستاني، وهو جماعة مسلحة متمركزة في الجبال بين حدود إقليم كردستان مع تركيا وإيران.
وفي عام 2004، هاجر نورالدين ويسي إلى كندا واستقر في مدينة تورونتو مع العديد من اللاجئين الأكراد الآخرين، وشارك في تأسيس البيت الكردي لمنطقة تورنتو الكبرى، وحصل في نهاية المطاف على الجنسية الكندية.
وفي عام 2008، عاد ويسي إلى اقليم كردستان حيث اسس مؤسسة رووداو الاعلامية، والتي كانت في البداية تقتصر على صحيفة وموقع إلكتروني، وبعدها أصبحت قناة تلفزيونية تتخذ من أربيل مقراً لها.
وفي عام 2012، حصل ويسي على منحة (تشيفنيج) البريطانية الشهيرة حيث نال شهادة ماجستير الآداب في الصحافة والاتصالات الإعلامية في جامعة هيرتفوردشاير في لندن. وقبل ظهور تنظيم الدولة الإسلامية في العراق، عاد ويسي إلى أربيل عام 2013 لتدشين مشروع إعلامي جديد. 
في عام 2015، وفي ذروة سيطرة تنظيم الدولة الإسلامية على مناطق شاسعة من في غرب العراق وشماله خارج حدود أربيل، أطلق ويسي شبكة اخبارية كبرى، حملت اسم كردستان24، مؤسساً ومديراً عاماً قبل أن يصبح مديراً للمكتب الإعلامي لرئيس حكومة إقليم كردستان عام 2019.

## الحياة المهنية
يكتب ويسي بالعربية والكردية والإنجليزية، وله العديد من المقالات والمنشورات والمقابلات في وسائل الإعلام الدولية والشرق أوسطية، بما في ذلك صحيفة واشنطن تايمز وصحيفة جيروزاليم بوست والتلغراف وغيرها. كما شارك ويسي محللاً سياسياً في قناة الجزيرة باللغتين العربية والإنجليزية وقناة فرانس 24 وفوكس نيوز وبي بي سي عربي وقنوات البث المحلية الأخرى. ويظهر بشكل متكرر على شبكات التلفزيون الرئيسية وفي الصحافة حيث يناقش قضايا كردستان والمنطقة.

## دوره في تنظيم مؤتمرات دولية عن القضية الكردية
حين كان يشغل منصب المدير العام لقناة كردستان 24 الفضائية، نظّم ويسي منتدى كبيراً في مبنى الكونغرس الأمريكي جرى خلاله بحث الشراكة بين إقليم كردستان والولايات المتحدة، فضلاً عن فرص استقلال الإقليم. وعُقد المنتدى تحديداً في 28 من تموز يوليو عام 2017 تحت عنوان «إقليم كردستان حليف استراتيجي للولايات المتحدة في جوار شاق». ونجح ويسي وبالتنسيق مع صحيفة واشنطن تايمز في إعداد طبعة خصصت لتعزيز الروابط والتحالف بين الولايات المتحدة وإقليم كردستان وفرص دعم أمريكا لاستقلال كردستان عن العراق.
وفي بريطانيا، قام ويسي بتنظيم حدث مماثل في مجلس العموم البريطاني بالتعاون مع مركز التقدم الكردي، كماعد طبعة خاصة بالتعاون مع صحيفة التلغراف البريطانية بشأن استقلال كردستان والعلاقة بين المملكة المتحدة والأكراد.

## وصلات خارجية
- موقع حكومة اقليم كردستان